# Os Sete Vales
Os Sete Vales (Persa:هفت وادی‎ Haft-Vádí) é um livro escrito em Persa por Bahá'u'lláh, Profeta-fundador da Fé Bahá'í. Os Quatro Vales (Persa: چهار وادی‎ Chahár Vádí) também foi escrito por Bahá'u'lláh, os dois livros podem ocasionalmente serem publicados juntos com o título de "Os Sete Vales e os Quatro Vales". Os dois livros, porém, são distintos e não possuem relação direta.